# Iokaste
Iokaste var i grekisk mytologi gift med kung Laios i Thebe och mor till Oidipus. Då denne, som själv var okunnig om sin härkomst och sin faders död, efter mångårig frånvaro, återvände till Thebe där han likaså var okänd för alla, tog Iokaste honom till gemål. Vid uppdagandet av Oidipus härstamning hängde hon sig i förtvivlan. 
Såsom Iokastes barn med Oidipus nämner  de yngre sagorna Eteokles, Polyneikes, Antigone och Ismene. 